# Mildred Pierce (film)
A Mildred Pierce egy 1945-ben bemutatott amerikai filmdráma Kertész Mihály rendezésében. A produkció főszerepében Joan Crawford, Jack Carson és Zachary Scott. A forgatókönyvet James M. Cain azonos című regénye alapján készítették. 
A film premierjét 1945. szeptember 28-án mutatták be az Egyesült Államokban. Magyarországon nem vetítették a mozikban, de két magyar szinkron készült hozzá. Az egyiket a kilencvenes években készítették, a másikat a Duna TV 2006-ban.
A produkciót hat Oscar-díjra jelölték a 18. Oscar-gálán, amelyből egyet váltott díjra Crawford színészi alakításáért. A Mildred Pierce-t 1996-ban az Amerikai Filmarchívumba választották, és nemzeti kincsként tartják megőrzésre.

## Cselekmény
Monte Beragont, Mildred Pierce második férjét meggyilkolják. A rendőrség közli Mildreddel, hogy első férje, Bert Pierce beismerő vallomást tett. Mildred ellenkezik, mert Bert túl kedves ahhoz, hogy gyilkosságot kövessen el. A történet visszaemlékezésekkel folytatódik. 
Mildred és Bert boldogtalan házasságban élnek. Miután Bert szakít üzlettársával, Wally Fayjel, Mildred péksüteményt árul, hogy eltartsa a családot. Bert azzal vádolja Mildredet, hogy a két lányukat előnyben részesíti vele szemben, útjaik pedig Bert szeretője miatt elválnak. Mildred kapja meg két lánya, Veda és Kay felügyeleti jogát. Mildred fő célja, hogy anyagi javakat biztosítson Veda számára, aki magas társadalmi státuszra vágyik, és szégyelli, hogy az anyja pék. Mildred eltitkolja, hogy másik munkája pincérnő, de Veda megtudja az igazságot, és megvetéssel bánik az anyjával.
Mildred találkozik Monte Beragonnal, egy jómódú pasadenai férfival, aki az öröksége nagy részét kimerítette. Montéé az épület, amelyet Mildred étteremnek szeretne megvásárolni, a férfinak pedig tetszik Mildred. Míg ők ketten a tengerparti házában töltenek egy hétvégét, Kay tüdőgyulladást kap, és meghal, miután Veda és Bert kirándulást tettek az Arrowhead-tónál. Mildred a gyászát a munkába temeti, és beleveti magát az új étterem megnyitásába. Barátja és korábbi főnöke, Ida Corwin segítségével Mildred étterme sikeres lesz. Wally segít Mildrednek megvásárolni az ingatlant, és hamarosan egy egész Dél-Kaliforniában működő étteremlánc tulajdonosa lesz.
Veda titokban hozzámegy a jómódú Ted Forresterhez a pénze és a pozíciója miatt, de az anyja tiltakozik. Veda beleegyezik a házasság felbontásába, de azt állítja, hogy terhes, és 10 000 dollárt követel Forrestertől. Később Veda önelégülten bevallja Mildrednek, hogy terhessége csak színlelés, aki erre összetépi a csekket, és kidobja a házból. 
Ezután Mildred voltférje mutatja meg neki, hogy Veda énekesként kihívó ruhákban lép fel egy bárban, és nem hajlandó hazamenni. Mildred, aki kétségbeesetten szeretne kibékülni a lányával, hozzámegy Montéhoz, hogy javítsa társadalmi helyzetét. Monte cserébe az üzlete egyharmadát kéri, hogy a férfi rendezni tudja adósságait. Veda szintén hozzájuk költözik, miután úgy tesz, mintha kibékült volna az anyjával. 
Monte és Veda gazdag életmódjának fenntartása azonban csődbe viszi Mildredet, és arra kényszeríti, hogy eladja az étteremláncot. Mildred kérdőre akarja vonni Montét, amikor Vedát találja a karjaiban, aki gúnyosan közli, hogy feleségül fogják venni. Mildred sírva elrohan, Monte pedig megtagadja, hogy Vedát feleségül vegye. Veda dühében lelövi a férfit Mildred pisztolyával. Mildred Veda könyörgésére megpróbálja Wallyra kenni a gyilkosságot, és a tengerparti házba csalogatja őt. A rendőrök letartóztatják Wallyt, amikor Monte holttestét meglátva pánikszerűen elmenekül. A nyomozótiszt mégis azt mondja Mildrednek, hogy Wally nem lehet a gyilkos, mert nincs indítéka.
A jelenben a nyomozók bevallják, hogy végig tudták, hogy Veda követte el a gyilkosságot. Mildred megpróbál bocsánatot kérni, amikor a lányát bilincsbe verik, de Veda hidegen elfordul tőle. Mildred elhagyja a rendőrőrsöt, ahol Bert odakint vár rá.

## Szereplők
| Szerep             | Színész        | Magyar hangja                 | Magyar hangja                |
| Szerep             | Színész        | 1. magyar szinkron (Videovox) | 2. magyar szinkron (Duna TV) |
| ------------------ | -------------- | ----------------------------- | ---------------------------- |
| Mildred Pierce     | Joan Crawford  | Andresz Kati                  | Kovács Nóra                  |
| Wally Fay          | Jack Carson    | Kránitz Lajos                 |                              |
| Monte Beragon      | Zachary Scott  | Csankó Zoltán                 |                              |
| Ida Corwin         | Eve Arden      | Zsolnai Júlia                 |                              |
| Veda Pierce        | Ann Blyth      | Roatis Andrea                 |                              |
| Bert Pierce        | Bruce Bennett  | Sinkovits-Vitay András        |                              |
| Peterson felügyelő | Moroni Olsen   | Szabó Ottó                    |                              |
| Kay Pierce         | Jo Ann Marlowe | Bogdányi Titanilla            |                              |

A második szinkron nem hozzárendelt hangjai: Barbinek Péter, Czifra Krisztina, Fehér Anna, Gruber Hugó, Háda János, Holló Orsolya, Perlaki István, Rosta Sándor, Szokolay Ottó, Talmács Márta, Tarján Péter, Uri István, Vadász Bea, Versényi László

## Fogadtatás
A film pozitív kritikát kapott. A Rotten Tomatoeson 88%-os minősítést ért el 50 értékelés alapján, az összefoglaló szerint: „A Mildred Pierce Joan Crawford nagyszerű alakítása által összefogott filmben a noir és a társadalmi dráma szappanosan mámorítóan keveredik.” Ed Potton a Timestól azt írta: „Crawford mindig magával ragadó, acélos és könnyes, ahogy manipulálják, gyilkossággal vádolják és körülrajongják a férfiak, akik szolidak... durvák... vagy nyájasak.”  Angie Errigo az Empire Magazine-tól azt írta: „Lehet, hogy nem művészet vagy jó ízlés, de lüktető melodráma nem jár több meggyőződéssel.”
A MetaCritic 88 pontot adott a 100-ból 16 értékelés alapján. Peter Bradshaw a The Guardiantől azt írta: „Michael Curtiz noir thrillere egészen lenyűgőző az 1940-es évek eltűnt külvárosi Kaliforniájának fényképezése, valamint Crawford lenyűgöző központi alakítása miatt.” Donna Bowman az AV Clubtól úgy gondolta, hogy a film „James M. Cain regényéből készült mesteri sírós film.”
A bevételt illetően filmről nem állnak rendelkezésre pénzügyi adatok.

## Fontosabb díjak és jelölések
| Esemény        | Díj       | Kategória                             | Eredmény |
| -------------- | --------- | ------------------------------------- | -------- |
| 18. Oscar-gála | Oscar-díj | Legjobb film                          | Jelölve  |
| 18. Oscar-gála | Oscar-díj | Legjobb női főszereplő: Joan Crawford | Elnyerte |
| 18. Oscar-gála | Oscar-díj | Legjobb női mellékszereplő: Eve Arden | Jelölve  |
| 18. Oscar-gála | Oscar-díj | Legjobb női mellékszereplő. Ann Blyth | Jelölve  |
| 18. Oscar-gála | Oscar-díj | Legjobb adaptált forgatókönyv         | Jelölve  |
| 18. Oscar-gála | Oscar-díj | Legjobb operatőr                      | Jelölve  |